# Steganopsis ceres
Steganopsis ceres är en tvåvingeart som beskrevs av Charles Howard Curran 1936. Steganopsis ceres ingår i släktet Steganopsis och familjen lövflugor. Inga underarter finns listade i Catalogue of Life.